# 環淵
环渊（？—？），亦稱涓子或蜎子，中国战国时期的学者，楚国人。环渊学黄老道德之术，因阐发说明叙述黄老道德学说的旨意。环渊著上下篇，与驺衍、淳于髡、慎到、接子、田骈、驺奭一起游学于稷下学宫。

## 延伸阅读
[在维基数据编辑]
 《史記/卷074》，出自司馬遷《史記》